# Matías Vuoso
Matías Vuoso (* 3. November 1981 in Mar del Plata, Buenos Aires) ist ein argentinischer und eingebürgerter mexikanischer Fußballspieler auf der Position des Stürmers.

## Leben

### Verein
Vuoso begann seine Profikarriere beim argentinischen Club Atlético Independiente, für den er von 2000 bis 2002 spielte. Für die Saison 2002/03 wechselte er zum englischen Erstligisten Manchester City, wo er jedoch ohne Einsatz blieb und anschließend in die mexikanische Primera División wechselte, wo er in den letzten acht Jahren bei Santos Laguna und América unter Vertrag stand.
Seine größten Erfolge feierte er im grün-weißen Dress der Nordmexikaner, mit dem er im Jahr 2005 gleich zweimal in Folge Torschützenkönig der mexikanischen Liga wurde: zunächst mit 15 Treffern im Torneo Clausura 2005 und anschließend mit elf Treffern im Torneo Apertura 2005. Ferner gewann er mit Santos im Torneo Clausura 2008 die mexikanische Fußballmeisterschaft.
Außerdem war Vuoso am 11. November 2009 der erste Torschütze im Nuevo Estadio Corona, als anlässlich der Stadioneröffnung ein Freundschaftsspiel gegen den „Namensvetter aus Brasilien“ (2:1) ausgetragen wurde.

### Nationalmannschaft
Zwischen 2008 und 2010 absolvierte der eingebürgerte Mexikaner insgesamt zehn Länderspieleinsätze für die mexikanische Nationalmannschaft, in denen er vier Treffer erzielte.
Sein Länderspieldebüt feierte Vuoso am 6. September 2008 gegen Jamaika (3:0), sein bisher letzter Einsatz fand am 24. März 2010 gegen Island (0:0) statt. Seinen ersten Länderspieltreffer erzielte er am 15. Oktober 2008 zum 2:2-Endstand gegen Kanada in der 64. Minute. Sein zweiter Länderspieltreffer fiel in der 89. Minute des Testspiels gegen Ecuador am 12. November 2008 und bedeutete den 2:1-Siegtreffer. Am 11. März 2009 gelang ihm beim 5:1 gegen Bolivien ein Doppelpack.

## Erfolge

### Persönlich
- Torschützenkönig der mexikanischen Primera División: Clausura 2005, Apertura 2005

### Verein
- Mexikanischer Meister: Clausura 2008